# Certificat de civisme

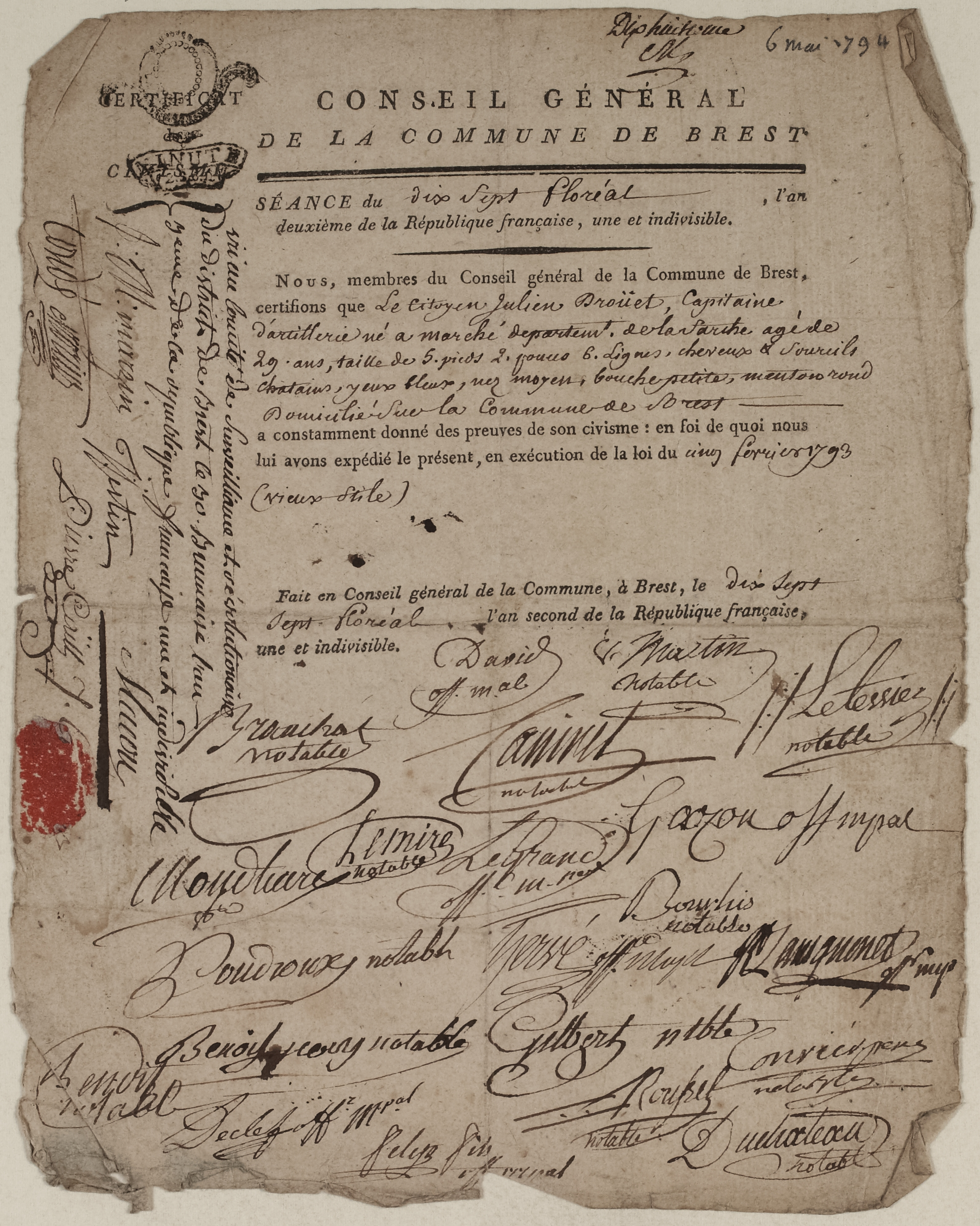
Certificat de Civisme émis par le Conseil général de la Commune de Brest, 1793

Pendant la Révolution française, le certificat de civisme était délivré à Paris par le Conseil général de la Commune de Paris, ainsi qu'en province. Il attestait que celui qui l'avait en sa possession avait rempli ses devoirs civiques et était prémuni d'une accusation d'être anti-révolutionnaire. Il pouvait aussi permettre de postuler à des fonctions à responsabilités administratives. C'est une attestation de bonne conduite et d'orthodoxie politique en quelque sorte, au format de poche, qui permet de circuler sans être inquiété, préfigurant la carte d'identité car descriptive de la personne titulaire. Il était aussi principalement délivré aux responsables des affaires publiques déjà en poste. Pour l'obtenir il fallait la demander au Conseil général de son département, s'acquiter d'un impôt municipal et prêter serment de fidélité aux principes de la convention devant un représentant municipal ou départemental.Ce certificat sous la Terreur permet d'éviter les sanctions prévues dans le cadre de la Loi des suspects, votée le 1er jour complémentaire de l'an I du calendrier républicain (le 17 septembre 1793). Les nombreuses personnes à qui on ne l'avait pas donné étaient susceptibles d'être arrêtées, emprisonnées et jugées. Il fut supprimé au début de l'an III (septembre 1795), et symbolise la fin de la Terreur.